# Прапор Чукотського автономного округу

Прапор Чукотського автономного округу

Прапор Чукотського автономного округу є символом Чукотського автономного округу. Прийнято 28 грудня 1994 року.

## Опис
Прапор Чукотського автономного округу є прямокутним полотнищем синього кольору з білим трикутником, розташованим підставою до ратища, вістрям — у центр полотнища. У центрі білого трикутника розташовано символіку Державного прапора Російської Федерації в жовтій окантовці у вигляді кільця.

### Тлумачення символіки
Символіка Прапора Чукотського автономного округу:
- Трикутник — образне зображення Чукотського півострова — території Чукотського автономного округу, самої крайньої території Російської Федерації
- Білий колір трикутника символізує Арктику, білі ночі, сніжні простори, чисту, раниму територію
- Блакитний колір на Прапорі символізує, що Чукотський півострів обмивається водами двох океанів — Північного Льодовитого й Тихого
- Кільце навколо емблеми Державного прапора Російської Федерації в центрі трикутника і її жовтий колір символізують те, що сонце над Росією сходить саме на Чукотському півострові, і новий день починається звідси, а також ярар — музичний інструмент корінних нечисленних народів Півночі, що проживають у Чукотському автономному окрузі.
- Жовтий колір кільця символізує також золото, золотодобувну промисловість — основну галузь економіки Чукотського автономного округу